# Пиерис обильноцветущий
Пие́рис обильноцветущий (лат. Pieris floribunda) — вид красивоцветущих кустарников из рода Пиерис семейства Вересковые (Ericaceae); популярное декоративное садовое растение. В литературе встречаются и другие русские названия вида — пиерис пышноцветный, пиерис цветущий, пиерис горный.
Ядовитое растение, содержащее токсичный гликозид андромедотоксин.

## Распространение
Ареал вида ограничен горными районами востока США. Растение встречается в штатах Виргиния, Джорджия, Западная Виргиния, Северная Каролина и Теннесси.

## Биологическое описание
Пиерис обильноцветущий — обычно густой кустарник высотой до 2 м, однако может расти также и в форме древесной лианы, поднимаясь по стволам таксодиумов двурядных (Taxodium distichum) на высоту до 10 м.
Растение отличается ранним и обильным цветением. Плод — деревянистая пятичленная коробочка.

## Культивирование
Вид используется в садоводстве, но в качестве садового растения за пределами США встречается редко.
Некоторые сорта пиериса обильноцветущего пригодны для выращивания в закрытых помещениях (см. раздел «Пиерис как комнатное растение» статьи Пиерис).
Растение пригодно для культивирования в зонах морозостойкости с 5 до 9.

## Таксономия
В синонимику вида входят следующие названия:
- Andromeda floribunda Pursh (1813) basionym — Подбел обильноцветущий
- Portuna floribunda (Pursh) Nutt. (1843)